# Киммерийская школа живописи

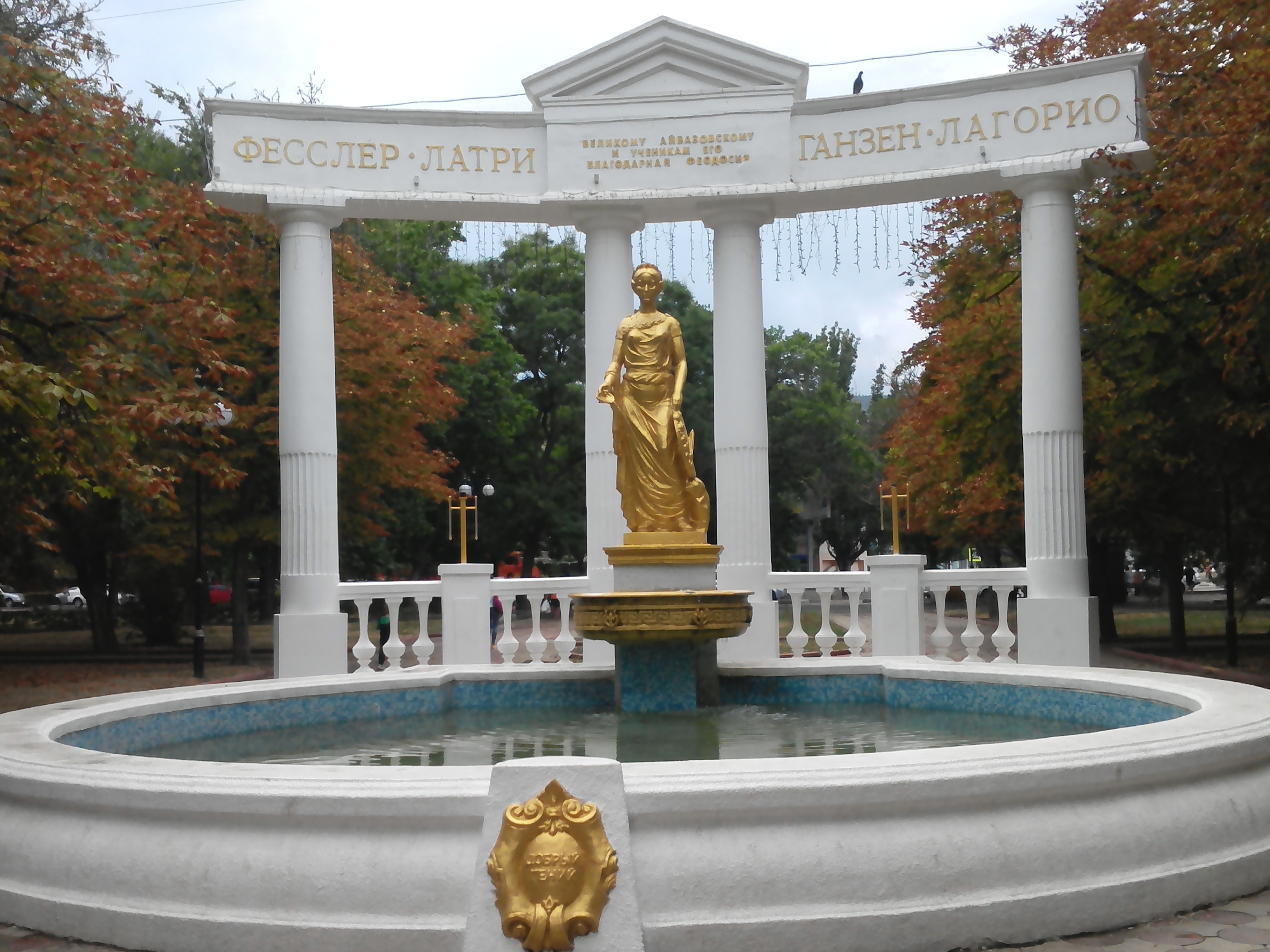
Представители Киммерийской школы на мемориальной надписи. Феодосия.

Киммерийская школа живописи — региональная школа пейзажистов, сложившаяся в конце XIX — начале XX века. К ней относят художников, работавших на южном побережье Крыма — в Феодосии и Коктебеле. Термин введён в оборот крымскими искусствоведами в конце XX века.

## Характеристика школы
Наиболее крупные крымские художники того времени — Константин Богаевский, Максимилиан Кириенко-Волошин — писали преимущественно «по памяти». Многочисленные романтические «бури» Ивана Айвазовского, фантастические города Константина Богаевского, волошинская акварельная Киммерия создавались игрою воображения, полетом фантазии, были плодом импровизации не в меньшей мере, чем зоркости реалистического зрения и отличной художественной памяти.
Второй чертой, объединяющей эти творческие личности, можно назвать пылкую, не знающую меры пристрастность к легендарной земле Киммерии, какою видели они землю реального восточного Крыма, к её морю, ибо море Айвазовского — это все-таки по преимуществу Черное море, море Киммерии, хотя он писал чуть ли не все моря и океаны, к причудливой романтике киммерийских скал, пологих холмов, безлюдных долин и побережий.
Максимилиан Волошин в статье про К. Ф. Богаевского пишет о горе Опук, которая послужила мотивом при выборе сюжетов для его картин: 

«Он родился среди камней древней Феодосии, стертых, как их имена; бродил в детстве по ее размытым холмам и могильникам; Кенегезские степи приучали его взгляд разбирать созвездия и наблюдать клубящиеся облака. Опук была горой посвящения, — с которой ему был указан путь в искусстве; зубцы коктебельских гор на горизонте были источником его романтизма…».
В их пейзажах почти не изображается человек, только стихия первозданной природы, да кое-где каменное жильё или крепость, или корабль — дело рук человеческих, еще слишком слабых перед могуществом мироздания.

## Представители
- Э. Я. Магдесян
- К. Ф. Богаевский
- М. А. Кириенко-Волошин
- К. К. Арцеулов
- Л. Ф. Лагорио
- М. П. Латри
- А. И. Фесслер
- А. И. Ганзен